# Dwarsvlek-wespenboktor

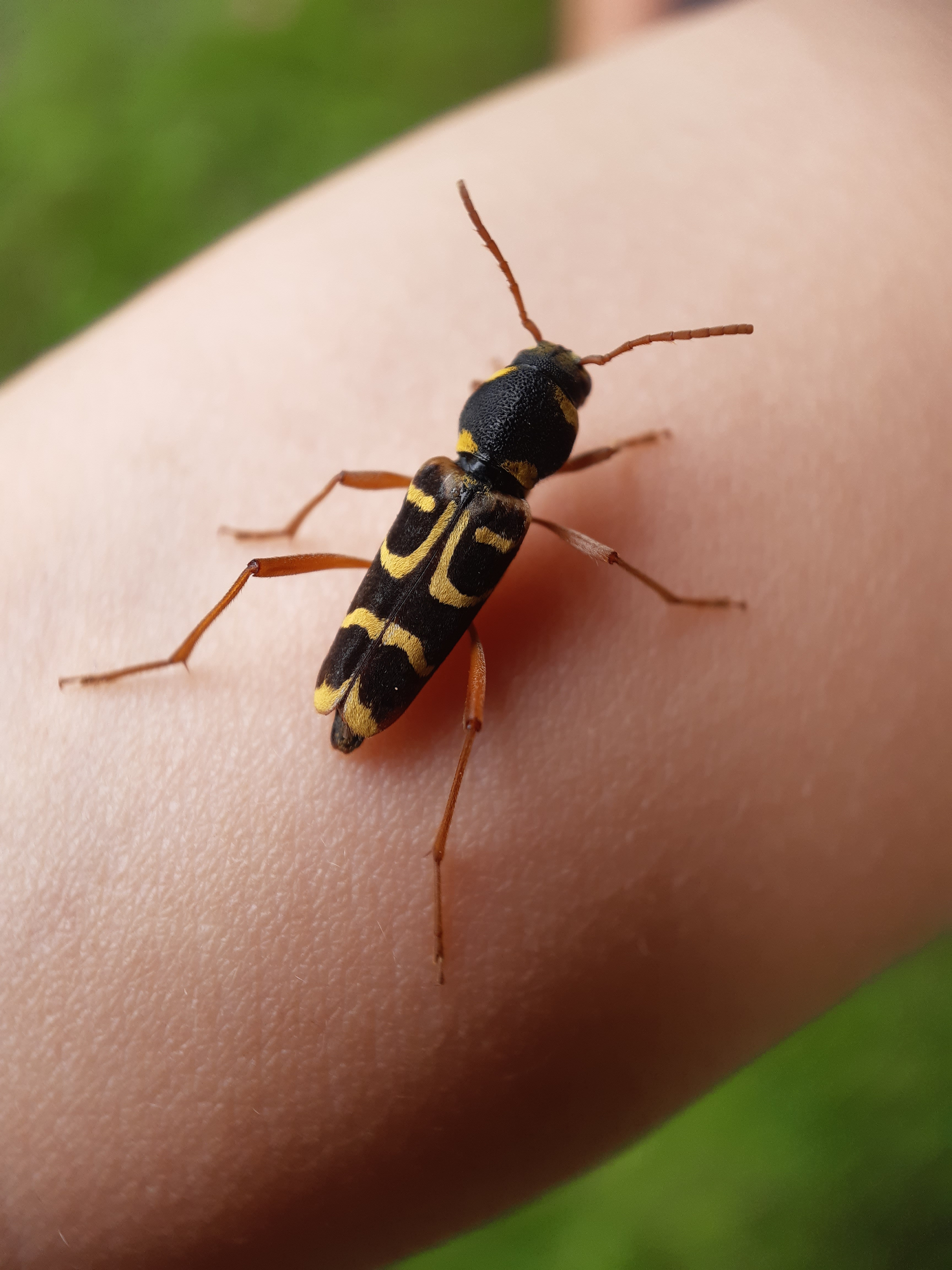
Kauwendaal, bij Mechelen

De dwarsvlek-wespenboktor (Xylotrechus arvicola) is een keversoort uit de familie van de boktorren (Cerambycidae). De wetenschappelijke naam van de soort werd voor het eerst geldig gepubliceerd in 1795 door Olivier.